# Veyrières (Cantal)
Veyrières is een gemeente in het Franse departement Cantal (regio Auvergne-Rhône-Alpes) en telt 121 inwoners (2004). De plaats maakt deel uit van het arrondissement Mauriac.

## Geografie
De oppervlakte van Veyrières bedraagt 13,6 km², de bevolkingsdichtheid is 8,9 inwoners per km².
De onderstaande kaart toont de ligging van Veyrières (Cantal) met de belangrijkste infrastructuur en aangrenzende gemeenten.

## Demografie
Onderstaande figuur toont het verloop van het inwonertal (bron: INSEE-tellingen).

Vanwege een beveiligingsprobleem met de MediaWiki Graph-software is het momenteel niet mogelijk deze grafiek weer te geven. Zodra de software is bijgewerkt zal de grafiek vanzelf weer zichtbaar worden.